# Sveti Donat (Buzet)
Sveti Donat is een plaats in de gemeente Buzet in de Kroatische provincie Istrië. De plaats telt 77 inwoners (2001).